# 春日井康夫
春日井 康夫（かすがい やすお、1959年 - ）は、日本の国土交通技官、工学者、工学博士。九州大学大学院工学研究院教授や、国土交通省国土技術政策総合研究所副所長を務めた。産学官連携功労者表彰国土交通大臣賞受賞。

## 人物・経歴
愛知県出身。1982年名古屋工業大学工学部土木工学科卒業、運輸省入省。広島港湾空港整備事務所長、国土交通省航空局空港部技術企画課建設国際業務室長、名古屋港湾事務所長、国土交通省中部地方整備局港湾空港部長、九州大学大学院工学研究院海域港湾環境防災共同研究部門教授、独立行政法人港湾空港技術研究所統括研究官等を経て、2015年国土交通省国土技術政策総合研究所副所長。2016年国土交通省港湾局付。同年退官し、のち一般財団法人沿岸技術研究センター専務理事。「港湾空間における環境（エコ）ターミナルシステム技術の開発」により善功企、江頭和彦らとともに産学官連携功労者表彰国土交通大臣賞受賞。「空港土木施設に対する地震時の液状化対策の適用に関する研究」により九州大学博士（工学）。